# Zamarada bernardii
Zamarada bernardii är en fjärilsart som beskrevs av Fletcher 1974. Zamarada bernardii ingår i släktet Zamarada och familjen mätare. Inga underarter finns listade i Catalogue of Life.